# Augustinorden
Augustinorden eller augustiner är en samlingsbeteckning för olika katolska ordnar som följer  augustinregeln, däribland dominikanerna.
I inskränkt mening åsyftas med augustiner augustinkorherrarna och augustinereremiterna. Korherrarna är kaniker som lever tillsammans i en klosterliknande gemenskap med ursprung i kyrkliga reformsträvanden på 1000-talet. Augustinereremiterna är en av de fyra stora mendikantordnarna. Orden grundades 1256 som en förening av olika italienska gemenskaper av eremiter som då upphörde att ha eremitisk karaktär. Ordens mest kända medlemmar var Martin Luther och Erasmus av Rotterdam.
Det finns flera kongregationer i orden. Viktoriner är en augustinkongregation som har sitt namn av klostret Saint-Victor i Paris.

## Medlemmar
- Leo XIV
- Martin Luther
- Erasmus av Rotterdam
- Abraham a Sancta Clara